# Ducto venoso
Ducto venoso hepático (Arantius) é um vaso sanguíneo fetal. Ele é a continuação da veia umbilical com a veia cava inferior. Esse vaso sanguíneo estabelece no feto a comunicação entre a veia porta esquerda e a veia cava inferior, obliterando-se total ou parcialmente, após o nascimento.

## Importância
É por meio dele que o sangue rico em oxigênio, proveniente da veia umbilical chega ao átrio direito. Em seguida, pelo forame oval, ganha o átrio esquerdo e a circulação sistêmica, favorecendo o fluxo para o cérebro fetal.
Em suma, o ducto venoso é um vaso sanguíneo que leva sangue oxigenado da veia umbilical para o cérebro fetal.